# Joan Baptista Montfar-Sorts i Cellers
Joan Baptista Montfar-Sorts i Cellers   (Barcelona, c. 1600 - Barcelona, c. 1671) va ser un jurista i polític català, ambaixador de la Diputació del General i del Consell de Cent durant la Guerra dels Segadors, doctor en lleis, i ciutadà honrat de Barcelona.

## Biografia

### Família
Era fill del doctor en drets Esteve Montfar i Sorts i de Paula Cellers, casats el 1591, i germà de l'historiador Dídac Montfar-Sorts i Cellers. El seu avi matern, el notari Josep Cellers, va ser escrivà major de la casa del General de Catalunya. Cristià Cortés assenyala que «va viure en el medi més culte de la Barcelona siscentista, especialment constituït per un nucli de notaris, advocats, metges i homes de lletres en general, que representava la societat intel·lectual d'aquell temps».
El 1630, va contraure matrimoni amb Maria Callavet i Monràs, amb qui va estar casat fins a la seva mort (1658). Passats sis mesos del seu decés, va casar-se amb segones noces amb Anna-Maria Pi i Rossell.
El 1664 consta com a advocat de la Llotja de Mar. El 7 de setembre de 1671 va redactar testament. Es desconeix la data de la seva mort.

### Guerra dels Segadors
El 1640, la Junta de Braços l'escollí com a membre de la Junta de Guerra del Principat. Participa en la batalla de Montjuïc (26 de gener de 1641) com a capità d'artilleria. Amb l'objectiu de consolidar els progressos militars del Principat, impulsà la construcció d’una Escola Militar per a la instrucció bèl·lica de la joventut catalana. El juliol de 1641 és nomenat advocat fiscal del Consell de Cent. A mitjan desembre, com a representant del braç reial, assistí a l’acte de jurament del marquès de Brezé com a virrei de Catalunya.
El 1645 fou nomenat conseller tercer del Consell de Cent. El 1649 fou nomenat ambaixador de la Diputació del General a la Cort de Lluís XIV per traslladar un memorial sobre assistències al Principat. Una de les seva missions va ser insistir perquè la monarquia francesa complís el compromís de no desprendre’s del Principat, i en cap cas arribés a unes negociacions amb la monarquia Hispànica sense haver recuperat prèviament les places de Tarragona i Lleida. A finals d'any, fou succeït en el càrrec per Magí Sivillà.
El 1650 tornà a París com a ambaixador del Consell de Cent i de la Diputació del General. La seva correspondència revela un creixent pessimisme envers les autoritats franceses, més preocupades a solucionar la revolta dels frondeurs que a prestar ajuda al Principat. A finals d’any (o principis de 1651) tornà a absentar-se de París, on retornà a mitjans de 1651 per una última i breu estada de pocs mesos.

## Homenatge
La ciutat de Barcelona té dedicat un carrer a Dídac i Joan Baptista Montfar-Sorts des del 23 de juliol de 1929 a Sants-Montjuïc.